# Exogenesis: Symphony
«Exogenesis: Symphony» — цикл песен английской рок-группы Muse с их пятого студийного альбома «The Resistance». Написаны Мэттью Беллами. Вышел четвёртым синглом с альбома 17 апреля 2010 года. Сюжет симфонии рассказывает историю человечества, ищущего новое пристанище где-то далеко во Вселенной после уничтожения планеты Земля. За основу Мэттом Беллами была взята концепция панспермии — возможности переноса жизни во Вселенной с одного космического тела на другое.

## Список композиций
| №  | Название                                          | Длительность |
| -- | ------------------------------------------------- | ------------ |
| 1. | «Exogenesis: Symphony Part 1 (Overture)»          | 4:18         |
| 2. | «Exogenesis: Symphony Part 2 (Cross-Pollination)» | 3:56         |
| 3. | «Exogenesis: Symphony Part 3 (Redemption)»        | 4:37         |

| №  | Название                          | Длительность |
| -- | --------------------------------- | ------------ |
| 1. | «Uprising» (live from Teignmouth) | 5:37         |
| 2. | «Resistance» (live from Lisbon)   | 5:36         |